# The Adventures of the Galaxy Rangers
The Adventures of the Galaxy Rangers (Galaxy Rangers, no Brasil) foi uma série animada de western espacial, produzida entre 1986 e 1989, criada por Robert Mandell e Gaylord Entertainment Company.
Foi uma das primeiras produções no estilo anime produzidas nos Estados Unidos, mas o trabalho de animação foi feito pelo estúdio japonês Tokyo Movie Shinsha. Na época em que foi ao ar Galaxy Rangers foi uma atração revolucionária para as crianças. 

## Sinopse
No ano de 2086 a Liga dos Planetas cria o Bureau de Assuntos Extra-Terrestres (B.E.T.A: Bureau for Extra-Terrestrial Affairs), responsável por manter a paz na galáxia. Seus agentes são conhecidos como Cavaleiros da Galáxia (Galaxy Rangers).

## Personagens
- Capitão Zachary Foxx (Zach) - Comandante dos Galaxy Rangers, possui um implante biônico no braço e na perna esquerda, transformando seu braço em um canhão e conferindo-lhe força sobre-humana. Zach segue obcecado buscando resgatar Eliza, sua esposa, que se encontra em um "coma pisíquico". Zach tem dois filhos adolescentes: Zach Jr. e Jessica.

- Walter Hartford (Doc) - Possui um implante que o transforma num gênio da informática, interagindo com programas de computadores diretamente ligados a sua mente: Lifeline (diagnósticos), Pathfinder (trituração de dados), Tripwire (sistemas de segurança primordiais) e outros. Doc é um exímio espadachim, diplomata e psicólogo.

- Niko - A única mulher do grupo, possui um implante que fortalece sua paranormalidade natural. Possui calma e destreza nas artes marciais, além de talento para a arqueologia.

- Shane Gooseman (Goose) - Possui um implante que permite transmutar a sua forma em criaturas humanóides — conferindo-lhe habilidades sobre-humanas. Goose é um policial-cowboy em todos os sentidos, sempre atraindo a atenção das mulheres, inclusive da sua companheira de equipe, Niko.

## Outras mídias

### Histórias em quadrinhos
Uma revista em quadrinhos foi lançada em 1988 pela Marvel UK, editora britânica da Marvel Comics.

### Lançamento em home video
Entre 2004 e 2005 foram lançados 16 episódios da série em DVD, divididos em quatro volumes. Em 2008 foi lançada a série completa, dividida em dois volumes.
A KSM Film na Alemanha lançou a série em DVD em 5 volumes de episódios de maio a novembro de 2005, 25 volumes de episódios de abril a agosto de 2006, um conjunto completo (65 episódios em 4 discos) em junho de 2008 com um Blu-Ray (65 episódios em 1 disco) versão lançada em novembro de 2012. A versão Blu-Ray é apresentada em definição padrão.